# Chrom(II)-fluorid
Chrom(II)-fluorid ist eine anorganische chemische Verbindung des Chroms aus der Gruppe der Fluoride.

## Gewinnung und Darstellung
Chrom(II)-fluorid kann durch Reaktion von Chrom mit Fluorsalzen von edleren Metallen (z. B. Cadmium(II)-fluorid, Zinn(II)-fluorid oder Bismut(III)-fluorid) gewonnen werden, wobei die Reaktion oberhalb der Schmelztemperatur der Salze ausgeführt wird.
{\displaystyle \mathrm {Cr+CdF_{2}{\xrightarrow {>1110\ ^{\circ }C}}Cd+CrF_{2}} }
{\displaystyle \mathrm {Cr+SnF_{2}{\xrightarrow {213\ ^{\circ }C}}Sn+CrF_{2}} }
{\displaystyle \mathrm {3\ Cr+2\ BiF_{3}{\xrightarrow {727\ ^{\circ }C}}2\ Bi+3\ CrF_{2}} }
Ebenfalls möglich ist die Herstellung durch Reaktion von Chrom mit Fluorwasserstoff bei etwa 200 °C oder die Reaktion von Chrom(III)-fluorid mit Wasserstoff.

## Eigenschaften
Chrom(II)-fluorid ist ein hellgrünes Pulver. Es hat eine monokline Kristallstruktur vom verzerrten Rutil-Typ mit der Raumgruppe P21/c (Raumgruppen-Nr. 14). Bei Erhitzung an Luft zersetzt es sich zu Chrom(III)-oxid.